# Vigo (járás)
Vigo egy comarca (járás) Spanyolország Galicia autonóm közösségében, Pontevedra tartományban. Székhelye Vigo.

## Települések
A székhely félkövérrel szerepel. 
- Baiona
- Fornelos de Montes
- Gondomar
- Mos
- Nigrán
- Pazos de Borbén
- O Porriño
- Redondela
- Salceda de Caselas
- Soutomaior
- Vigo

## Népesség
| 2020 | 426 834 |
| 2024 | 426 160 |